# Окремий центр спеціальних операцій «Захід»
Окремий центр спеціальних операцій «Захід» імені князя Ізяслава Мстиславича (ОЦ СпО «Захід», в/ч А0553, пп В4252) — формування військ спеціального призначення у складі Сил спеціальних операцій Збройних сил України. Дислокується у місті Хмельницький. Входить до складу Об'єднаних сил швидкого реагування.
У вересні 2003 року на базі 8-ї окремої бригади спеціального призначення був сформований 8-й полк СпП. З 2014 року підрозділи полку брали участь у боях російсько-української війни. З 2022 року відомо, що полк переформовано на окремий центр спецоперацій.
Частина носить ім'я князя Ізяслава Мстиславича — правителя Київської Русі XII століття.

## Історія
Після відновлення Україною незалежності в 1991 р., 8-ма окрема бригада спеціального призначення Радянської армії була перепідпорядкована Міністерству оборони України, її особовий склад присягнув на початку 1992 року на вірність українському народові.
У вересні 2003 року частину було переформовано з бригади на полк, який отримав назву 8-й окремий полк спецпризначення, в/ч А0553.
З 18 лютого 2004 року окремий взвод 8-го полку брав участь у складі 6-ї окремої механізованої бригади в миротворчих операціях в провінції Васит в Іраку, а також в Сьєрра-Леоне, Ліберії та інших так званих гарячих точках.
23 липня 2004 року полк був передислокований з м. Ізяслав до м. Хмельницький.

### Російсько-українська війна

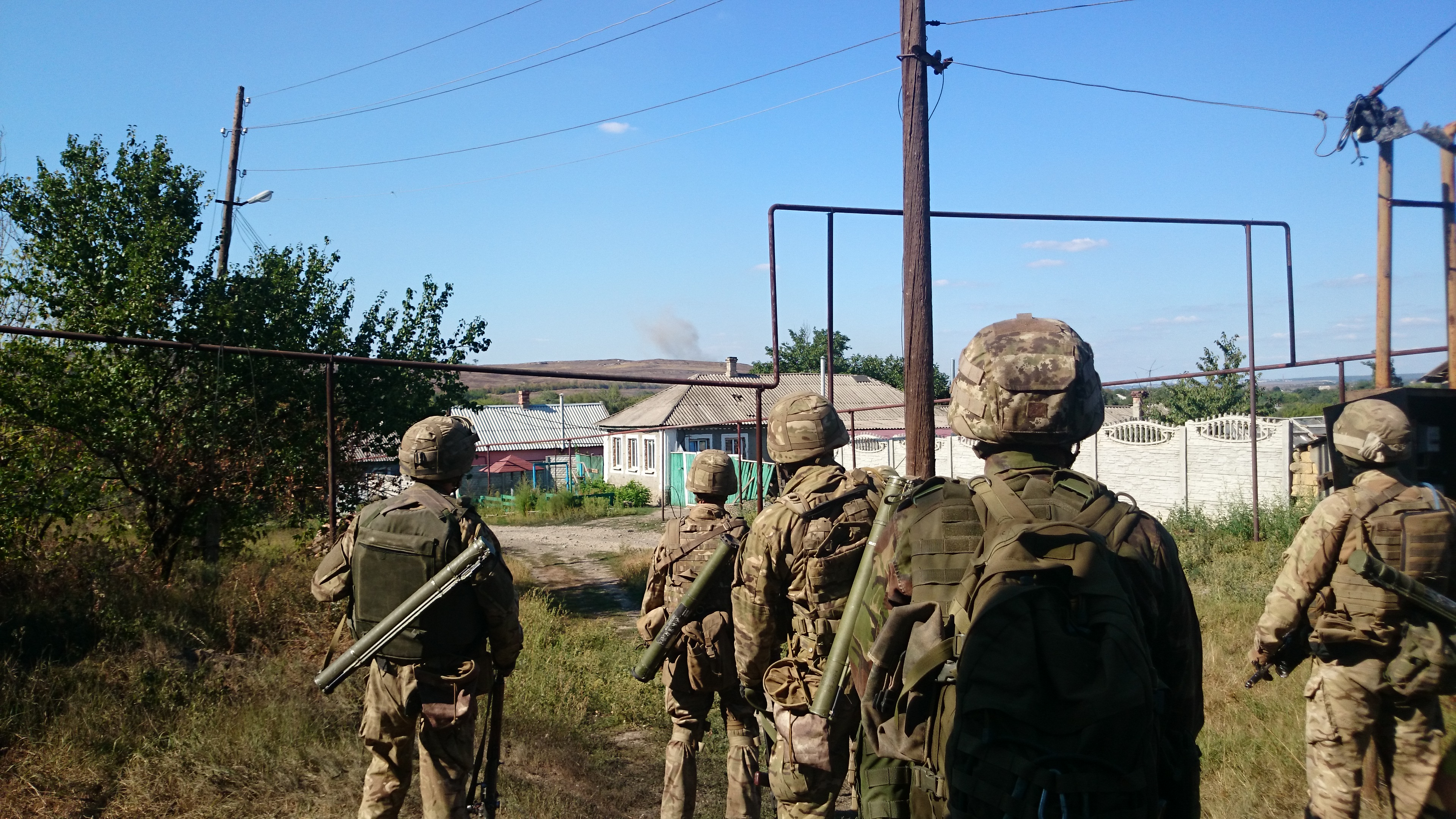
Група 8-го оп СпП заходить в населений пункт на Донбасі. Серпень 2014 року

Загони 8-го окремого полку спеціального призначення брали участь в утриманні аеропортів Донецька Луганська і Краматорська, а також вели розвідку в районі Слов'янська. У травні під Краматорськом взяли перший ПЗРК разом із пропагандистами Life News, які хотіли знімати ураження українського літака.
У червні 2014 року загін 8-го полку брав участь у бойових діях поблизу міста Щастя, Луганської області, де 17 червня було поранено декілька бійців.
Військовослужбовці 8-го полку провели операцію з порятунку екіпажу літака Ан-26, збитого 14 липня на Донбасі. Літак впав на території, контрольованій проросійськими силами. Було евакуйовано 2 пілотів, ще 2 пілотів вдалося відбити згодом, проте ще 2 пілоти потрапили в полон бойовиків. Також, хмельницькими спецпризначенцями було «перевірено, розміновано та очищено від боєприпасів і вибухових пристроїв більше 18 адміністративних будівель міста Краматорська».
Цього ж місяця, військовослужбовці полку у районі Красної Талівки прикрили відхід прикордонників, що потрапили в засідку. В ході бою російським військовим завдані невідновлювані втрати. Один боєць 8-го полку, що самостійно прикривав фланг колони, та відбив атаки ворога, був поранений та оточений, але завдяки вогневій підтримці групи та скоординованим діям, зумів вирватись з оточення і пробитись до своїх позицій.[джерело?]
20 липня 2014 року група спецпризначенців під керівництвом майора Олександра Петраківського прийняла бій, в якому Олександр, отримавши поранення голови, продовжував командувати боєм. Початково група забезпечувала проходження військової колони техніки ЗСУ та сил добровольчого батальйону «Айдар» до Луганського аеропорту. Спецпризначенці пересувалася двома Уралами. Доїхавши до однієї з лісосмуг, залишили там групу прикриття на одному з Уралів, а інша група, чисельністю у 14 чоловік, під керівництвом Петраківського рушила далі. Після дорозвідки місцевості трьома спецпризначенцями, Петраківський вирішив просуватися вглиб позицій противника. Подолавши кількасот метрів, вантажівка потрапила під ворожий обстріл з РПГ, проте обидва постріли були невлучними. Командир скомандував йти на прорив, а через декілька десятків метрів вантажівку обстріляли повторно з протилежного боку. Вантажівка не зупинялася, бійці відстрілювалися на ходу, пролетівши крізь ворожий блокпост і скосивши вогнем бойовиків. З'явилися поранені: впав кулеметник групи, а Андрій Василишин зазнав смертельного поранення. Коли продірявлений Урал зупинився, група зайняла кругову оборону, проте їх почали обстрілювати з міномету. Одна з мін влучила в кабіну Уралу, уламками поранило значну частину бійців. Поранень в голову зазнав і командир групи, Олександр Петраківський, проте продовжив керувати боєм. Всього бій тривав 5 годин, до затиснутих вогнем спецпризначенців змогла прорватися група евакуації на БТР і Уралі. Група втратила загиблими Павла Ільчука і Андрія Василишина.
19 жовтня 2014 року зведений загін полку у складі двох груп спеціального призначення провів деблокування 32 блок-посту на Бахмутській трасі який до того перебував в оперативному оточені вже близько місяця, що дало змогу здійснити туди підвіз води і припасів та евакуювати загиблих та поранених. З метою деблокування блокпосту, за підтримки групи бійців з Айдару (5 чоловік) та 4 БТР-80 95 ОАМБр, було штурмом взято ворожий РОП який був розташований в 400 метрах від наших позицій. Під час бою було знищено живу силу противника кількістю близько 30 чоловік та виведено з ладу ворожий БТР-80, захоплено ПТРС калібру 14,5 мм та ін.[джерело?]
29 січня 2015 року у секторі «А» на Луганщині 8-й окремий полк виявив окрім ПЗРК «Ігла», ще п'ять протипіхотних мін МОН-100, два безшумних спецпістолети ПБ із набоями, російську військову форму, автомат і набої — збройний схрон для ворожої ДРГ.
В лютому 2015 року на Луганщині розвідувальною групою 8-го полку було виявлено, захоплено та заблоковано шляхом точкового підриву колії ешелон з 46 вагонів (приналежності РФ) з контрабандним вантажем коксового вугілля орієнтовною вартістю 24 млн гривень. Зазначений вантаж було передано представникам цивільної адміністрації (особисто Голові Луганської ОДА Генадію Москалю).[джерело?]
21 лютого 2015 року в районі населеного пункту Голубовське на Луганщині в результаті вдало проведеної засідки, військовослужбовцями 8-го полку знищено ворожий транспортний патруль. В цьому бою відбулося перше в ЗСУ результативне бойове застосування штурмової гвинтівки Форт-224.[джерело?]
- Розвідник полку здійснює спостереження ворожих позицій в зоні бойових дій на сході України. Січень 2015 року.
- Бійці полку встановлюють протитанкову міну в зоні бойових дій. Березень 2015 року.

6 грудня 2021 року, до 30-ї річниці створення Збройних сил України, 8-му окремому полку спеціального призначення було передано 15 легкоброньованих автомобілів HMMWV, наданих США в межах матеріально-технічної допомоги.

### Вторгнення Росії 2022 року
Станом на 2022 рік полк носив назву Окремий центр спеціальних операцій «Захід» імені князя Ізяслава Мстиславича. 24 серпня 2022, згідно з Указом Президента № 609/2022 підрозділ відзначено почесною відзнакою «За мужність та відвагу».

## Вишкіл
Хмельницькі спецпризначенці брали участь у всіх масштабних навчаннях військ, таких як, наприклад, «Адекватне реагування-2011» та «Перспективи-2012». За словами командира 8-го полку: «Форма на бійцях просто „горить“».
2012 року хмельницькі спецпризначенці були названі «найкращою частиною розвідки» Сухопутних військ Збройних Сил України.
2013 року військові спортсмени 8-го окремого полку спеціального призначення зайняли перше місце на Чемпіонаті Сухопутних військ Збройних Сил України з військово-прикладних видів спорту. Того ж року загін полку провів навчання на Гавришівському військовому летовищі, поблизу Вінниці. Десантувавшись з Ан-26, хмельницькі спецпризначенці захопили командний пункт, а також інші об'єкти аеродрому умовного противника.
15 лютого 2014 р. на базі 8-го полку пройшли збори керівного складу військової розвідки Сухопутних військ Збройних Сил України.

## Структура

### 2014
Полк поділений на загони i групи спеціального призначення.
На початку 2014 року, у зв'язку з російською агресією, полк був повністю переведений на комплектування військовослужбовцями контрактної служби.
- управління, штаб
- 1-й загін спеціального призначення
- 2-й загін спеціального призначення
- 3-й загін спеціального призначення
- 4-й загін спеціального призначення
- загін забезпечення
- загін зв'язку

## Командування
- (1992—1994) полковник Давидюк Павло Олексійович
- (1994—1999) полковник Предчук Анатолій Петрович
- (1999—2002) полковник Шелих Олександр Григорович
- (2002—2003) підполковник Оверін Ігор Валерійович
- підполковник Гордійчук Ігор Володимирович[18]
- підполковник Кривонос Сергій Григорович
- підполковник Денисюк Василь[19]
- (2011—2019) полковник Нечаєв Олег Олександрович[20][21]
- (2019—2020) полковник Шаблій Володимир Володимирович[22]
- (з 2020) полковник Матвіїшен Андрій Аркадійович[23][22][24]

## Традиції

### Символіка

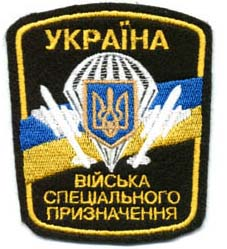
Колишня нарукавна емблема військ спеціального призначеня

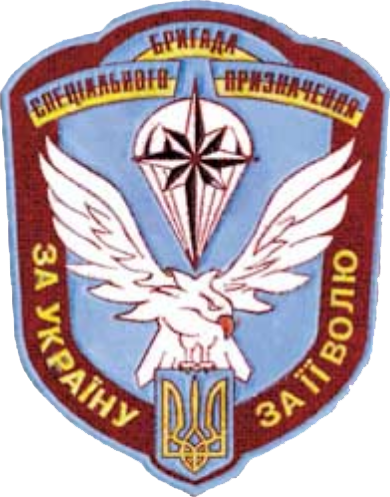
Колишня нарукавна емблема бригади

Починаючи з радянських часів військовослужбовці дислокованої в Ізяславі бригади спеціального призначення, з метою маскування, носили форму одягу повітрянодесантних військ СРСР. Нарукавна емблема цих військ їх цілком задовольняла, так як на ній не було ніяких написів.
Після підписання Україною Договору про звичайні збройні сили в Європі у рамках ОБСЄ, повна назва бригади, місце її розташування та бронетанкова техніка, що перебувала на її озброєнні, подавались на 1 січня кожного року всім країнам, що підписали цей договір, відтак вимоги щодо режимності частини були дещо знижені. Нова нарукавна емблема повітрянодесантних військ України містила напис «Аеромобільні війська» тому не могла використовуватися військовослужбовцями підрозділу. Тому на прохання командування бригади для них була виготовлена власна нарукавна емблема на фірмі «Конгрев» у Львові. Ескіз з частини не подавався. Військовослужбовець, що приїхав до Львова, передав менеджеру фірми нарукавну емблему «Аеромобільні війська» з проханням змінити напис на ній на «Війська спеціального призначення», що й було зроблено. Через певний час виготовили цю ж емблему, але на сукні чорного кольору, спочатку для солдат-«дембелів» бригади; далі її побачили і стали використовувати військовослужбовці морської бригади спецоперацій ВМС ЗСУ. Пізніше нарукавну емблему почали виготовляти інші виробники в Україні, вишивати, з'явилися зразки захисного кольору. Зараз її носять всі військовослужбовці військ спеціального призначення — від начальника створеного 2007 року Управління Сил спеціальних операцій до рядового бійця. Однак, на жаль, досі ця нарукавна емблема не має офіційного статусу, тобто не існує жодного документу, який би регламентував її застосування у Збройних силах України.
Майже одночасно у бригаді розробили свою власну нарукавну емблему. Кілька пропозицій військовослужбовців бригади вивісили на стенді біля солдатської їдальні і всі солдати позначали підписом той зразок, який найбільше сподобався. Таким чином, був обраний варіант офіцера частини В. Онищенка, котрий і передали для виготовлення до ДКППО «Конгрев» на початку 1994 року. Однак, до реального створення емблеми в цей час не дійшло.
Тільки навесні 1995 року дещо змінений ескіз емблеми з'явився на ТзОВ «Юля-Біотоп» у Львові, і був виготовлений восени 1995 року. Саме малюнок цієї нарукавної емблеми був поданий від частини до Геральдичної комісії ПрикВО 14.05.1996 року (вих. № 531), а в наступному, серед інших пропозицій — до Києва 28.11.1996 року. Повторно зразок емблеми подавався на затвердження до Києва 11.06.1998 року. Однак подані проекти з різних причин так і не були розглянуті.
Після переформування бригади в полк 2 вересня 2003 року була виготовлена нова емблема частини. Фактично це була стара, в якій назву частини змінили на «Полк спеціального призначення». При цьому існувала пропозиція командуванню від фахівців переробити її відповідно до вимог Воєнно-геральдичної служби Генерального штабу ЗСУ, тобто, без напису з назвою частини. Але пропозиція була відхилена. В такому вигляді нарукавна емблема проіснувала до 2015 року.

## Втрати
- Зеленський Євгеній Олександрович, старший лейтенант, командир групи.
- Саванчук Віктор Юрійович, кулеметник.
- Муравський Сергій Сергійович, старший солдат.
- 27 липня 2014 — Ільчук Павло Миколайович, старший солдат.
- 27 липня 2014 — Василишин Андрій Дмитрович, старший сержант.
- Якимчук Тарас Володимирович, солдат, кулеметник.
- Пасічник Олександр Валерійович, сержант.
- Добровик Євген Михайлович, сержант.
- Кушнірук Олександр Олександрович, підполковник.
- Андріюк Євген Олександрович, солдат.
- Бушнін Євген Валерійович, солдат.
- Брожко Володимир Сергійович, солдат.
- Мандибура Олександр Олександрович, солдат.
- Матвієць Роман Михайлович, старшина.
- Іщук Олексій Васильович, сержант.
- Лаврись Василь Михайлович, сержант.
- 18 липня 2019 — Бігус Богдан Дмитрович, старший солдат.
- 14 вересня 2019 — Кондратюк Максим Володимирович, старший сержант.[26]

### 2021
- 29 серпня 2021 — Петраківський Олександр Петрович, полковник (посмертно). Помер від поранення голови, яке отримав у 2014 році, і продовжив керувати боєм.[27]

### 2022
- 26 червня 2022 — Ангел Вадим Миколайович.
- 30 червня 2023 — Сова-Лісовець Володимир Олександрович, сержант.
- 7 вересня 2023 — Хижняк Олексій Леонідович, капітан.

### 2023
- 14 червня 2023 — Тегза Анатолій Ярославович, старший солдат.[28]

### 2024
- 2 лютого 2024 — Сібатров Василь Віталійович, старший солдат.Загинув в м.Авдіївка Донецька область.
- 1 березня 2024 - Тришкалюк Сергій Ростиславович, 30 років. Молодший лейтенант, командир групи спеціального призначення. Загинув в районі населеного пункту Глухів Сумської області[29].
- 15 травня 2024 — Заліпа Микола Іванович. Бойовий медик, старший солдат. Загинув на Харківщині від артобстрілу [30][31]
- 26 червня 2024 — Глухман Андрій Сергійович, старший солдат. Загинув в м. Вовчанськ Харківська область[32].
- 11 липня 2024 — Бомбела Владислав Олександрович, молодший сержант. 15 травня 1995, с. Бирлівка. Загинув в Донецькій області.[33][34]
- 13 липня 2024 — Слободян Сергій Віталійович. Капітан [35]
- 23 вересня 2024 — Горохолінський Андрій («Че Гевара»). 30 травня 1982 р.н.[36]
- 23 вересня 2024 — Керничний Геннадій Русланович  («Вікінг») 29.01.1997, м. Бар, Вінницька область [37]я

## Вшанування

### Відзначені
Найвищими державними нагородами відзначені:
- Зеленський Євгеній Олександрович — старший лейтенант, командир групи спецпризначення, загинув у боях під Металістом 2014 року. Герой України (2014, посмертно).
- Гордійчук Ігор Володимирович — генерал-майор, учасник боїв за Савур-Могилу, зазнав важкого поранення при виході з Іловайська 2014 року. Герой України (2014).
- Петраківський Олександр Петрович — підполковник, командир роти, учасник боїв під Луганським аеропортом 2014 року. Під час бою зазнав поранення в голову, проте продовжив виконання обов'язків. Герой України (2014).
- Матвієць Роман Михайлович — старшина, загинув у боях під Попасною 2016 року. Герой України (2019, посмертно).
- Савко-Бахтєєв Володимир Володимирович — молодший лейтенант. Герой України (2024).
- Бомбела Владислав Олександрович — молодший сержант. Герой України (2024, посмертно).

### Відео
- Командир спецпризначенців Олег Нечаєв про бойову готовність в/ч А0553, 7 березня 2014 на YouTube
- 8-й хмельницький полк спецназ: робота армійської розвідки, 7 лютого 2015 на YouTube
- Передача «На варті». Випуск 11. на YouTube